# Phoebe-Ring

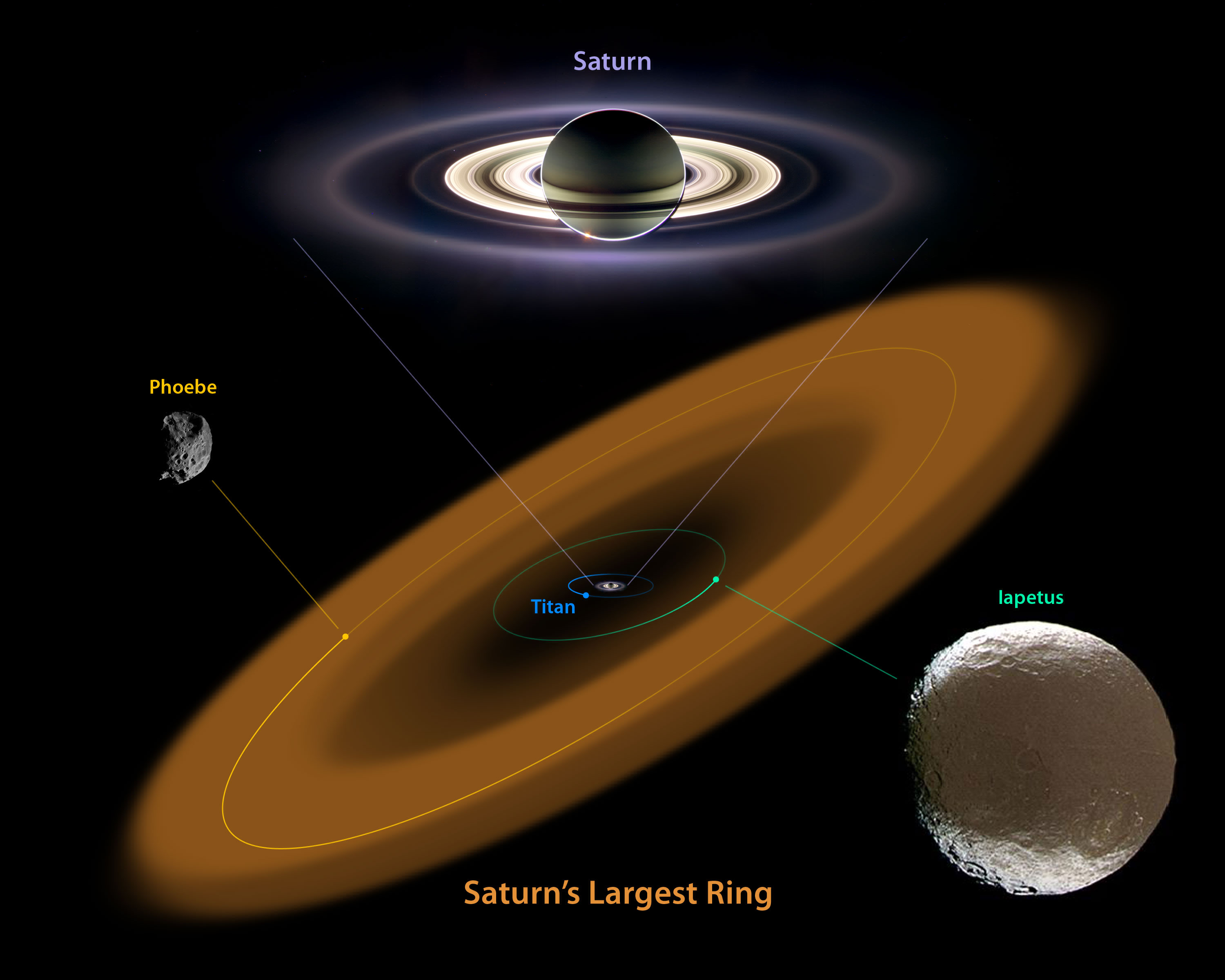
Eine Veranschaulichung des Saturn und des Phoebe-Rings mit den drei Monden Phoebe, Iapetus und Titan.

Der Phoebe-Ring ist der größte Ring des Saturn. Der Ring wurde 2009 mithilfe des Spitzer-Weltraumteleskops entdeckt, genauer wurde er erst durch ein Team um Douglas P. Hamilton untersucht. Dazu wurden Daten des WISE-Teleskops benutzt, welches 2010 und 2011 Infrarotuntersuchungen machte.
Der Ring hat einen Durchmesser von 32,6 Millionen Kilometer beziehungsweise 0,24 AE. Sein Innenradius beträgt nachweislich 6 Millionen Kilometer, er könnte aber auch halb so groß sein. Die Dicke beträgt 2,4 Millionen Kilometer. Als Quelle der Ringpartikel gilt der Saturnmond Phoebe. Der Mond ist zahlreichen Einschlägen ausgesetzt und wegen der geringen Schwerkraft entweichen bei diesen Einschlägen Partikel aus dem Schwerefeld des Mondes. Die Teilchen werden durch den Strahlungsdruck und wegen des schwachen Poynting-Robertson-Effekt zum Saturn gedrückt. Die Partikel treffen dann auf die Monde Iapetus, Hyperion und Titan. Die Teilchen werden als Ursache für die einseitige Schwarzfärbung Iapetus’ angesehen. Auch Hyperion wird wohl von diesen Teilchen verdunkelt. Titan hingegen soll alle Teilchen aufnehmen, da er eine relativ hohe Schwerkraft hat.